# Вулканы в Турции

Вулканы в Турции — перечень спящих или потухших вулканов на территории Турции. Всего в Турции минимум 10 голоценовых вулканов.

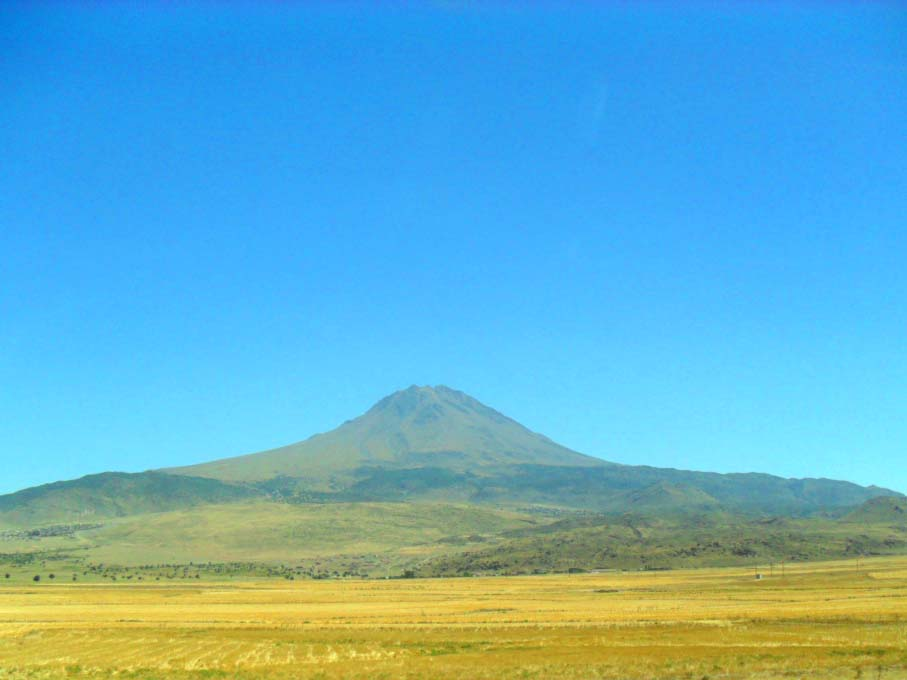
Хасандаг

## Описание
Формирование вулканов в Турции началось в третичном периоде около 20 миллионов лет назад. Лава образовала в Анатолии различные формы рельефа. В результате вулканизма, продолжавшегося через равные промежутки времени с раннего третичного периода до исторических веков, на поверхность выбрасывались миллионы кубических метров вулканического материала и нарастала вулканическая кора толщиной более 1000 метров, особенно в Восточной Анатолии. Ещё одна причина, по которой Восточная Анатолия является горной территорией — это наличие толстого вулканического покрова. Вулканические горы, образовавшиеся в этот период, являются самыми высокими горами в Турции. Вулканическая деятельность продолжалась до исторических времен на вулканах Эрджиес и Немрут. Хотя в настоящее время в Турции нет действующих вулканов, по мнению учёных считать вулканы «полностью потухшими» крайне неправильно, и в Турции всё ещё существует небольшой риск извержений. В некоторых вулканах (Эрджиес, гора Хасан, горы Бююк и Кючюк Агры, горы Тендурек, Немрут, Сюпхан и др.) до сих пор наблюдаются выбросы газа и пара.здесь
Вулканическая активность Турция связана с тем, что на ее территории сталкиваются сразу три тектонических плиты: Анатолийская, Аравийская и Евразийская, что предопределяет сейсмическую и вулканическую активность этого региона.

## Список
В списке указаны:
- Название вулкана (ороним);
- его местоположение по координатам;
- высота над уровнем моря;
- ориентировочная или точная датировка последнего извержения.

| Название          | Высота | Местоположение            | Последнее извержение |
| Название          | м      | Координаты                | Последнее извержение |
| ----------------- | ------ | ------------------------- | -------------------- |
| Аджыгёль-Невшехир | 1689   | 38°34′ с. ш. 34°31′ в. д. | Голоцен              |
| Арарат            | 5137   | 39°42′ с. ш. 44°17′ в. д. | 1840 год             |
| Эрджиес           | 3916   | 38°31′ с. ш. 35°23′ в. д. | 253 год до н. э.     |
| Гёллу-Даг         | 2143   | 38°15′ с. ш. 34°34′ в. д. | Голоцен              |
| Хасандаг          | 3253   | 38°08′ с. ш. 34°10′ в. д. | 6200 год до н. э.    |
| Караджадаг        | 1957   | 37°40′ с. ш. 39°50′ в. д. | -                    |
| Kaрапынар         | 1302   | 37°40′ с. ш. 33°39′ в. д. | 6200 год до н. э.    |
| Kула              | 750    | 38°35′ с. ш. 28°31′ в. д. | Голоцен              |
| Немрут            | 2948   | 38°39′ с. ш. 42°14′ в. д. | 1692 год             |
| Тендюрек          | 3584   | 39°20′ с. ш. 43°50′ в. д. | 1855 год             |